# 座壳梭孢属
座壳梭孢属（学名：Apostrasseria）是星裂盘菌科的一属。

## 下属物种
本属包括以下物种：
- Apostrasseria balsamicola (A.Funk) DiCosmo, Nag Raj & W.B.Kendr.